# 이집트 제3왕조
이집트 제3왕조는 이집트 고왕국 시기를 연 왕조로, 기원전 2686년부터 기원전 2613년까지 존속하였다. 제3왕조의 첫 파라오인 사나크테는 제2왕조의 마지막 파라오인 카세켐위의 사위로, 시나이반도의 광산을 개척하였다. 그 뒤를 이은 조세르는 화려한 계단형 피라미드를 지었는데, 이것은 세계 최초의 완전한 형태의 석조 건축물이다. 조세르의 뒤를 이은 두 파라오도 계단형 피라미드를 추구하였으나 짧은 치세때문에 완성되지 못하였다. 마지막 파라오인 후니의 피라미드는 최초의 제4왕조 식 전형적인 스타일의 정방형 피라미드이다. 제3왕조의 파라오들의 역사적인 기록은 빈약한 편이지만, 조세르 대에 크게 융성하여 높은 수준의 문화를 구축한 것으로 알려져 있다. 이러한 역량이 제4왕조의 황금기의 바탕이 되었다.

## 역대 파라오
- 사나크테 (기원전 2686년 ~ 기원전 2668년)
- 조세르(기원전 2668년 ~ 기원전 2649년) : 거대한 석조 건축물인 계단형 피라미드를 남겼다.
- 세켐케트 (기원전 2649년 ~ 기원전 2643년)
- 카바 (기원전 2643년 ~ 기원전 2637년)
- 후니 (기원전 2637년 ~ 기원전 2613년) : 최초의 정방형 피라미드를 남겼다.